# Kőváry Józsa
Kőváry Józsa (Torda, 1817. március 9. (keresztelés napja) – Torda, 1875. május 1.) ügyvéd, költő, Kőváry László bátyja.

## Élete
Kőváry József és Szentgyörgyi Miklós Kata fia. Tanulását a tordai unitárius gimnáziumban kezdte, ahonnét 1834-ben bölcseletre a kolozsvári unitárius kollégiumba ment. A jogot ugyanott a reformátusoknál 1839-ben végezte. Joggyakorlaton Marosvásárhelyt volt a királyi táblán, ahol 1843-ban ügyvédi vizsgát tett. Mint gyakorló ügyvéd Kolozsvárt telepedett le. Itt élénk részt vett a márciusi mozgalmakban, mint az ifjúság egyik vezére. Az elsők egyike volt, aki a szabadságharc kezdetén a Kossuth- (v. Mátyás) huszárok közé lépett. A fegyverletétel után Tordára vonult vissza és megyei hivatalt viselt. A társaságot kerülte és kertészeti szenvedélyének élt. Kevéssel halála előtt kéziratait a Magyar Tudományos Akadémiának küldte.
Költeményeket írt a kolozsvári Reménybe (1839.) és a Honművészbe (1840.); beszélyt a Kőváry L. Beszélytárába (1843.), két cikke a kolozsvári Hetilapban (1854. 54. sz. A czéhek hasznosítása, 94., 95. sz. Türk porosz tanácsos hatása Poroszország selyemtermelésére.)